# Дельта-ритм

Дельта-ритм

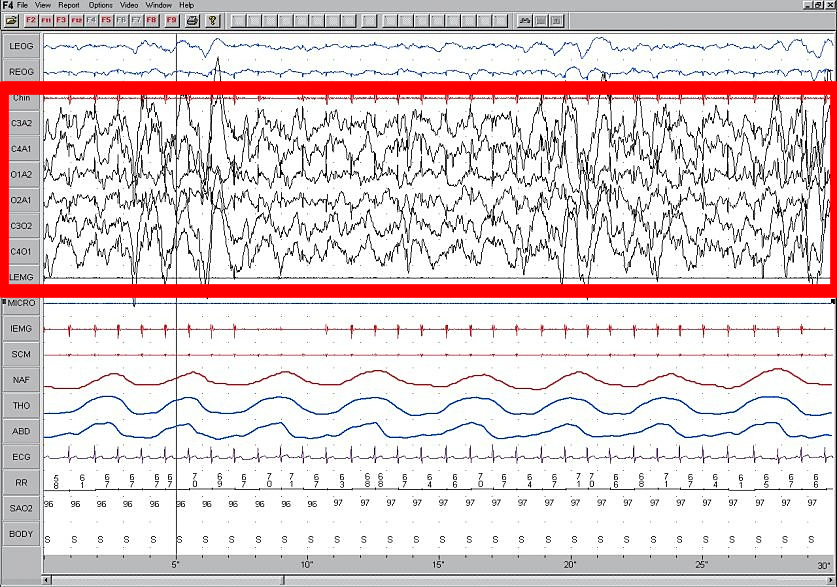
30 секунд ЭЭГ в фазе медленного сна у спящего пациента. Линии ЭЭГ с высокой амплитудой обведены красным.

Дельта-ритм (δ-ритм), дельта-волны или дельта-активность — видимый на электроэнцефалограмме высокоамплитудный (сотни микровольт) медленный ритм головного мозга в диапазоне 0,5—4 Гц. Впервые дельта-ритм в ЭЭГ человека был классифицирован Греем Уолтером, а впоследствии был описан и у животных.

## Описание
Наблюдаемые на электроэнцефалограмме (ЭЭГ) волны с частотой от 0,5 до 4 колебаний в секунду классифицируются как дельта-ритм. Дельта-ритм относится к медленным ритмам ЭЭГ. Всего медленных ритмов ЭЭГ два, второй — тета. Дельта-активность мозга наиболее выражена во время сна. Если у взрослого бодрствующего человека дельта-ритм ясно выражен, это является патологией.
Появление дельта-активности вне глубокого сна свидетельствует об уменьшении уровня функциональной активности головного мозга в целом и его коры в частности.
У детей и подростков в норме бывают дельта-волны, перемежающиеся с основным ритмом в затылочных областях. Общее правило при обнаружении дельта-волн у молодых пациентов — когда медленный ритм комбинируется с другими фоновыми ритмами и не превышает основной ритм по амплитуде, это является нормой.
Наличие редких не регулярных дельта-волн и тета-волн в височных отделах для пациентов старше 50 лет не обязательно свидетельствует о патологии.
Изменения ЭЭГ, в том числе появление патологичной дельта-активности, всегда предшествуют клиническому проявлению ухудшения состояния больного или эпилептическим припадкам.
В норме амплитуда дельта-ритма невысока.

## История
Дельта-волны электроэнцефалограммы первым описал английский нейрофизиолог Г. Уолтер.
В 1934 году Фишер и Ловенбэк впервые охарактеризовали эпилептиформную активность мозга в межприступный период — острые волны и пики на ЭЭГ.
В 1935 году Гиббс, Дэвис и Леннокс описали пики ЭЭГ с частотой 3 Гц в качестве характерного паттерна во время абсанса (малого эпилептического приступа).
В 1936 году Уолтер описал аномальную дельта активность при опухолях головного мозга. Его данные позволили предположить, что ЭЭГ можно использовать для уточнения локализации таких опухолей.

## Состояния, характерные для выраженного дельта-ритма
Дельта-ритм возникает как при глубоком естественном сне, так и при наркотическом, а также при коме.
Усиление медленноволновой активности мозга — дельта-ритма и тета-ритма характерно для фазы медленного сна.
Дельта-ритм также наблюдается при регистрации ЭЭГ от участков коры, граничащих с областью травматического очага или опухоли. В некоторых случаях можно наблюдать у полностью здоровых детей в возрасте от 3 до 6 лет.
Низкоамплитудные (20—30 мкВ) колебания этого диапазона могут регистрироваться в ЭЭГ покоя при некоторых формах стресса и длительной умственной работе.
Дельта-ритм имеет относительно высокую амплитуду при выполнении задач непрерывной производительности (англ. Continuous performance tasks)
Увеличение дельта-активности в состоянии бодрствования у взрослого человека связана со многими неврологическими расстройствами и с некоторыми психическими заболеваниями.
В состоянии алкогольной абстиненции отмечается увеличение мощности спектра дельта-активности на электроэнцефалограмме.
Региональная дельта-активность является признаком патологии. Она может регистрироваться в течение нескольких дней после приступа мигрени или фокального эпилептического приступа.
Локально выраженная дельта-активность характерна для опухоли мозга, тогда как локальная медленная активность в целом не даёт специфичную диагностику (инфаркт мозга, опухоль, абсцесс и травма могут дать одинаковую картину) и свидетельствуют либо об очаговой нейрональной дисфункции мозга, либо о его очаговом повреждении.